# Великодній хліб
Великодній хліб — страва, яку традиційно вживають під час святкування Великодня або відмічання Страсної п'ятниці.
У багатьох європейських країнах існують різні традиції та ритуали, пов'язані зі вживанням хліба під час Великодніх свят. Традиційно практика вживання великоднього хліба або підсолодженого хліба «причастя» веде свій початок від Візантії та православної християнської церкви. Рецепт підсолодженого або «медово-квашеного» хліба може сягати ще гомерівського грецького періоду, базуючись на анекдотичних свідченнях класичних текстів, що згадують про цей вид особливої їжі. Також широко відомо, що підсолоджені хлібні десерти, схожі на панетоне, були улюбленими римлянами.

## Білорусь, Болгарія, Грузія, Польща, Росія, Румунія, Словаччина й Україна

### Козунак, куліч і паска
Козунак — традиційний великодній хліб у Болгарії, а куліч — традиційний російських великодній хліб. Колач — традиційний чеський хліб, виготовлений на Різдво у формі кільця. Зазвичай три кільця складають один на одного, щоб зобразити Святу Трійцю. Білоруські, грузинські, словацікі й українські великодні хліби називають пасками, де часто подають багатий білий хліб і прикрашають зверху символами, включаючи хрести, квіти, коси, пшеницю або інші малюнки, що відображають аспекти православної та східно-католицької віри.
Румунія та Молдова також мають традиційну великодню випічку Паска (Pască). Румунська паска виготовляється з сиром (а також може включати фрукти, горіхи або шоколад для прикраси). Зазвичай його можна знайти поряд з іншим традиційним солодким хлібом, який румуни готують на Великдень та Різдво, — козунаком.

### Баба

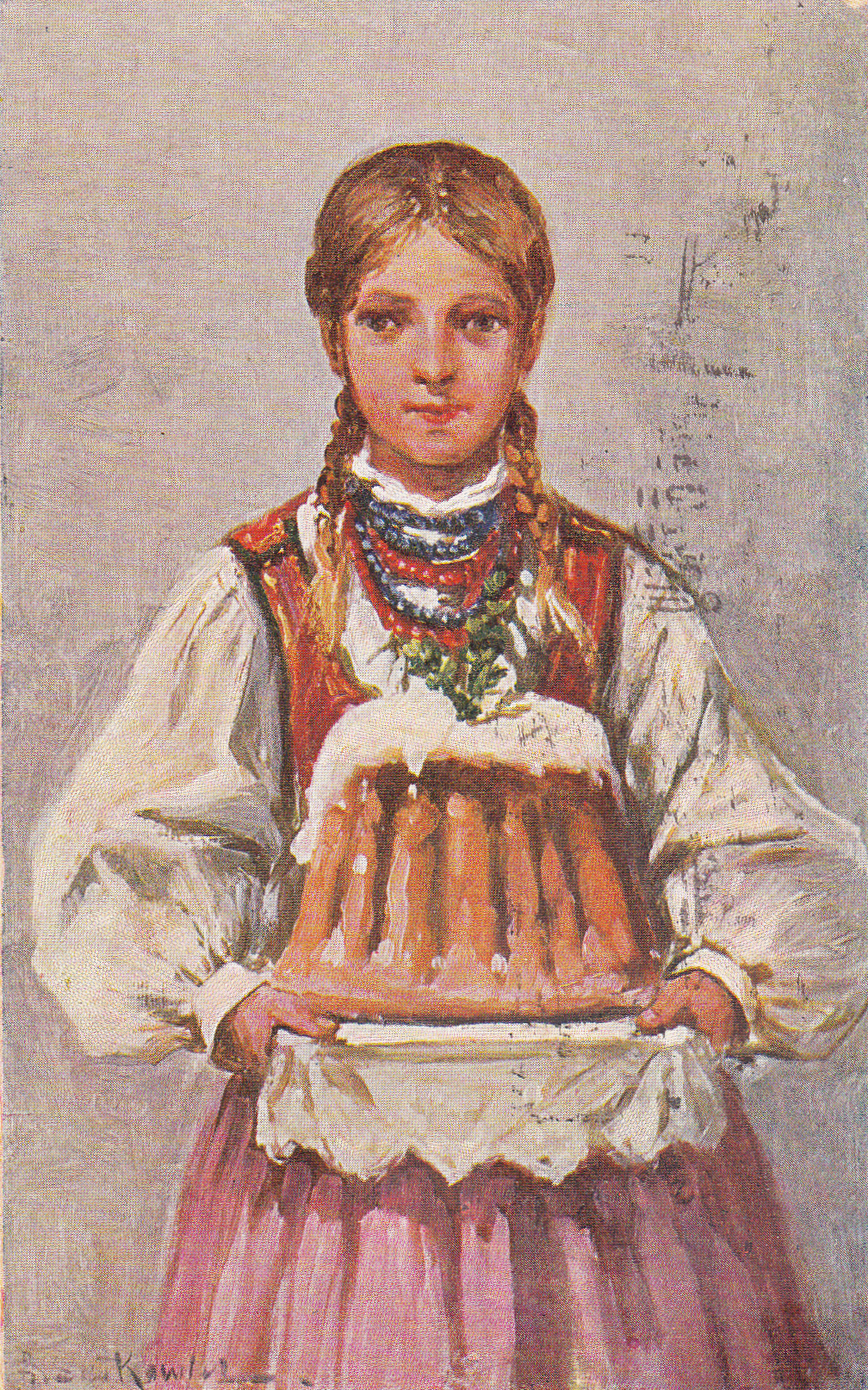
Польський великодній хліб «Великодня бабка»

Баба або бабка — це також український, польський та білоруський хліб, який також виготовляють на Великдень (не плутати з польським єврейським хлібом бабка). Замість того, щоб бути широким і круглим, як паска, бабка зазвичай висока і циліндрична, часто випікається у формі типу Бандт. Він часто містить родзинки, цукати або зацукровані фрукти і може бути глазурований зверху. Цей виріб набагато солодший ніж Паска. Бабка зазвичай виготовляється, як і паска, лише для святкування Великодньої неділі та воскресіння Христа.

### Сирник
Сирник — це пісочний хліб із сиром (схожий на сирник), який у російській православній культурі часто входить до великодніх кошиків разом із шинкою, ковбасами, смачними стравами, сиром та іншими товарами. Пісочне тісто готується з яєць та масла, сиру, вершкового сиру, меду, волоських горіхів, мигдалю, цукатів апельсинової кірки, вершків та кориці.

## Німеччина

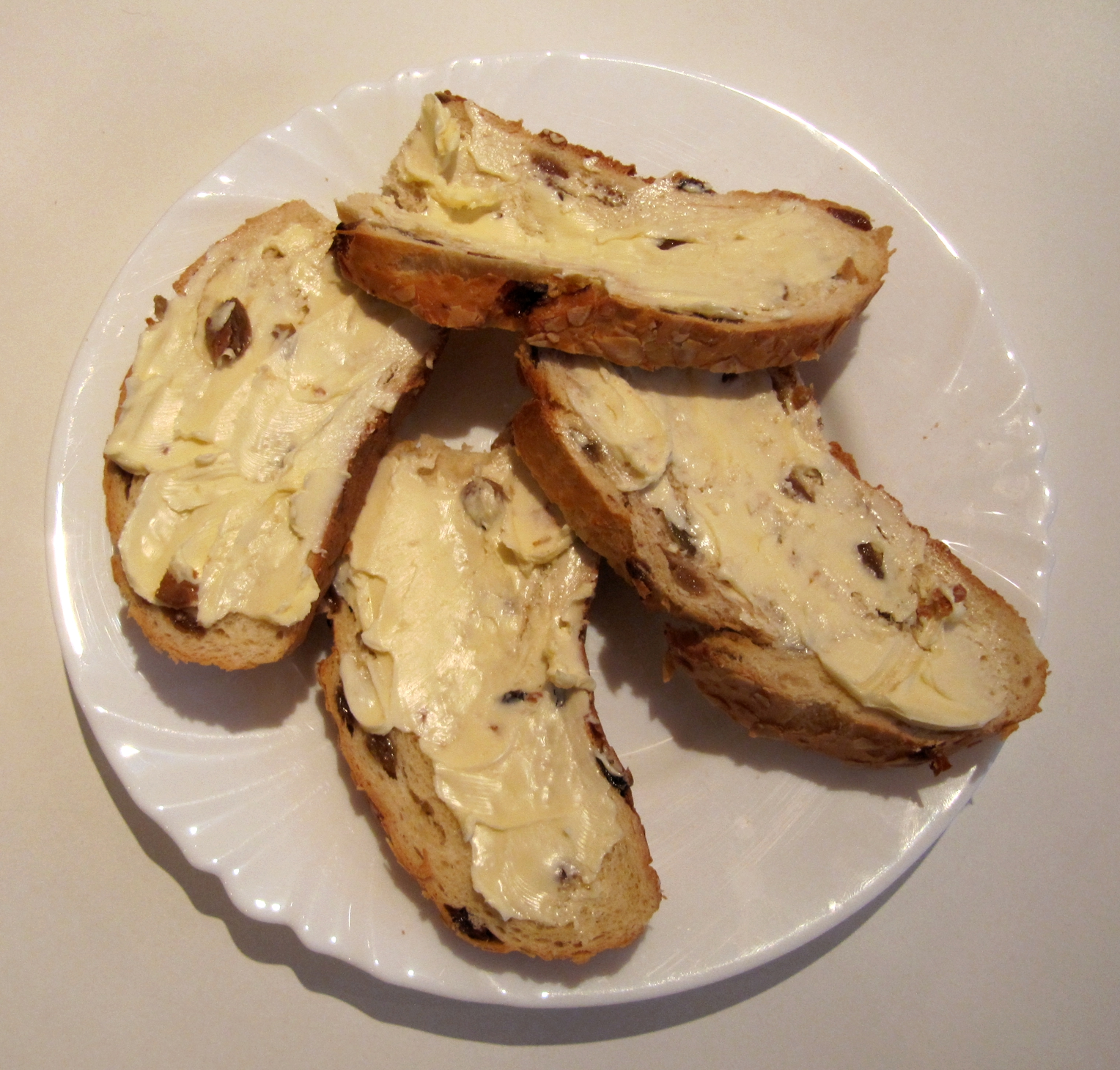
Пасхальний хліб, який зазвичай подають у північній Німеччині на сніданок або чай

У тижні перед Великоднем продається спеціальний великодній хліб (німецькою Osterbrot, listenⓘ). Він виготовляється з дріжджового тіста, родзинок та мигдалевої занози. Зазвичай його нарізають скибочками і змащують вершковим маслом. Люди насолоджуються ним або на сніданок, або на чай (німецькою мовою: Kaffee und Kuchen, буквально ″кава та тістечка″).

## Нідерланди
Нідерландський великодній хліб — це так званий «стол», фруктовий хліб із родзинками, зазвичай наповнений мигдалевою пастою. Це той самий вид хліба, який також їдять, як різдвяний.

## Італія

### Центральна Італія
Великодня піца — це квашений пикантний пиріг, типовий для деяких районів Центральної Італії, на основі пшеничного борошна, яєць, пекорино та пармезану, який традиційно подають на сніданок у Великодній ранок або як закуску під час Великоднього обіду у супроводі благословенних варених яєць, тіауколо та червоного вина або, знову ж таки, подається на Великодньому понеділку на пікніку. Маючи таку ж форму, що і різдвяний хліб — панетоне, великодня піца з сиром є типовим продуктом регіону Марке, але також і Умбрійським (де, як традиційний харчовий продукт, вона отримала визнання P.A.T.). Існує також солодкий варіант із цукатами або без цукру та фіокки, тобто глазур безе з цукровими кульками. Згідно з релігійною традицією, великодню піцу слід готувати у Великий четвер чи Страсну п'ятницю, щоб їсти її лише на Великдень, тобто наприкінці періоду посту та стриманости, продиктованого позикою. Тоді, як було готово, було прийнято приносити великодню піцу в церкву, щоб її благословляли разом з іншими продуктами, які споживали у день Великодня.

### Сардинія
На Сардинії, Італія, хліб є частиною широкого соціального контексту. Це найважливіша їжа на Сардинії, а також по всій Італії та Середземномор'ї. «Хліб є зв'язком економічних, політичних, естетичних, соціальних, символічних та проблем здоров'я». 29 Хліб символізує життя У селянській приказці згадується: «Chie hat pane mai non morit — той, у кого є хліб, ніколи не вмирає». Хліб важливий для релігійних цілей. Луїза Фоа описала хліб у своєму житті після одруження та на свято Великодня. З хліба робили хрест, щоб зобразити розп'яття Ісуса Христа. Оскільки вони були одружені, їм потрібно було це їсти разом. Вони б поділились своїм життям зараз, і вони також повинні розділити свій «хрест» разом (своїм життєвим тягарем). «Хліб був продуктом їхнього союзу, і його спільне споживання підтвердило їхню взаємозалежність». 30 З цього ми стверджуємо, що хліб також відображає повідомлення, а не є предметом виключно для споживання та харчування. Два види пасхального хліба описані в статті Куніганса. Один містив дві точки, і яйце, покрите хрестом. «Яйце та пункти, що нагадують птахів у польоті, говорять про родючість, сексуальність та продовження роду — основні теми Великодня та його язичницьких попередників» .: 41 Другий хліб був розроблений, щоб не мати загальної форми, а скоріше спечений для оточення яйце, з нанесеними на нього ініціалами ВР. Ініціали BP означають щасливу Пасху або «щасливу Пасху». «Букви, а не форми, виражають значення. Букви символізують цивілізацію і … значення».:41

## Види
| Зоображення | Назва                             | Оригінальна назва                | Кухня                                      |
| ----------- | --------------------------------- | -------------------------------- | ------------------------------------------ |
|             | Паска                             | Паска Paska აღდგომის ტორტი       | Українська Білоруська Словацька Грузинська |
|             | Бабка                             | Baba wielkanocna                 | Польська                                   |
|             | Великодня голубка                 | Colomba di Pasqua                | Італійська                                 |
|             | Великодня піца                    | Pizza di Pasqua                  | Італійська                                 |
|             | Великодня піца (солодкий варіант) | Pizza di Pasqua (Variante dolce) | Італійська                                 |
|             | Великодневий хліб                 | Osterbrot                        | Німецька                                   |
|             | Великодні хлібці                  | Velikonocni kruhki               | Словенська                                 |
|             | Козонак                           | Козунак                          | Болгарська Македонська Румунська           |
|             | Калач                             | Uskršnji kolač Fonott kalács     | Сербська Угорська                          |
|             | Куліч                             | Кулич                            | Російська                                  |
|             | Мазанець                          | Mazanec                          | Чеська                                     |
|             | Орназо                            | Hornazo                          | Іспанська                                  |
|             | Паастол                           | Paasstol                         | Нідерландська                              |
|             | Паска                             | Pască                            | Румунська Молдовська                       |
|             | Пинця                             | Pinca                            | Хорватська Чорногорська                    |
|             | Фолар                             | Folar de pascoa                  | Португальська                              |
|             | Хрестова булочка                  | Hot cross bun                    | Англійська                                 |
|             | Цурекі                            | τσουρέκι չորեկ                   | Грецька Вірменська                         |